# Geschützter Landschaftsbestandteil Feldgehölz nahe der Kalten Lieth
Der Geschützte Landschaftsbestandteil Feldgehölz nahe der Kalten Lieth mit 0,46 Hektar Flächengröße liegt nördlich von Gut Stiepel im Stadtgebiet von Arnsberg im Hochsauerlandkreis. Die Fläche wurde 1998 mit dem Landschaftsplan Arnsberg durch den Kreistag des Hochsauerlandkreises als Geschützter Landschaftsbestandteil (LB) mit dem Namen LB Feldgehölz auf der Kalten Lieth erstmals ausgewiesen. 2021 wurde der LB bei der Neuaufstellung des Landschaftsplanes erneut ausgewiesen.

## Beschreibung
Beim LB handelt es sich um ein Feldgehölz. Die Bäume des Feldgehölzes weisen Stammdurchmesser bis 90 cm auf.
Der Landschaftsplan führte 1998 zum Wert des LB aus: „Die Fläche hat lokale Bedeutung vor allem zur Belebung des Landschaftsbildes.“
Der Landschaftsplan führte 2021 bei der Neuaufstellung zum Wert des LB aus: „Die Fläche dient neben ihrer faunistischen Bedeutung vor allem der Belebung des Landschaftsbildes.“

## Schutzgrund, Verbote und Gebote
Der Geschützte Landschaftsbestandteile haben laut Landschaftsplan eine besondere Funktion für die Gliederung und Belebung des Landschaftsbildes bzw. des umgebenden Offenlandes. Es kommt solchen Objekten in der Regel eine erhöhte Bedeutung als Bruthabitat für Hecken- und Gebüschbrüter zu. Laut Landschaftsplan sind Geschützte Landschaftsbestandteile im Plangebiet durch seinen eigenständigen Charakter deutlich von der sie umgebenden „normalen“ Wald- und Feld-Landschaft zu unterscheiden.
Wie bei allen LB ist es verboten diese zu beschädigen, auszureißen, auszugraben oder Teile davon abzutrennen oder auf andere Weise in seinem Wachstum oder Erscheinungsbild zu beeinträchtigen. Unberührt ist jedoch die ordnungsgemäße Pflege eines LB.
Das LB soll laut Landschaftsplan „durch geeignete Pflegemaßnahmen erhalten werden, solange der dafür erforderliche Aufwand in Abwägung mit ihrer jeweiligen Bedeutung für Natur und Landschaft gerechtfertigt ist.“